# Egypt Central
Egypt Central je americká alternativní metalová kapela z Memphisu, Tennessee. Skupina byla založena 2. října 2002 a její název je odvozen od silnice nacházející se právě v Memphisu. Rok nahrávali ve svém rodném městě, a po 8 vystoupeních zaujali původního prezidenta Lava Records, Jasona Floma. Ten kapele dal nabídku po tom, co viděl jejich živá vystoupení.

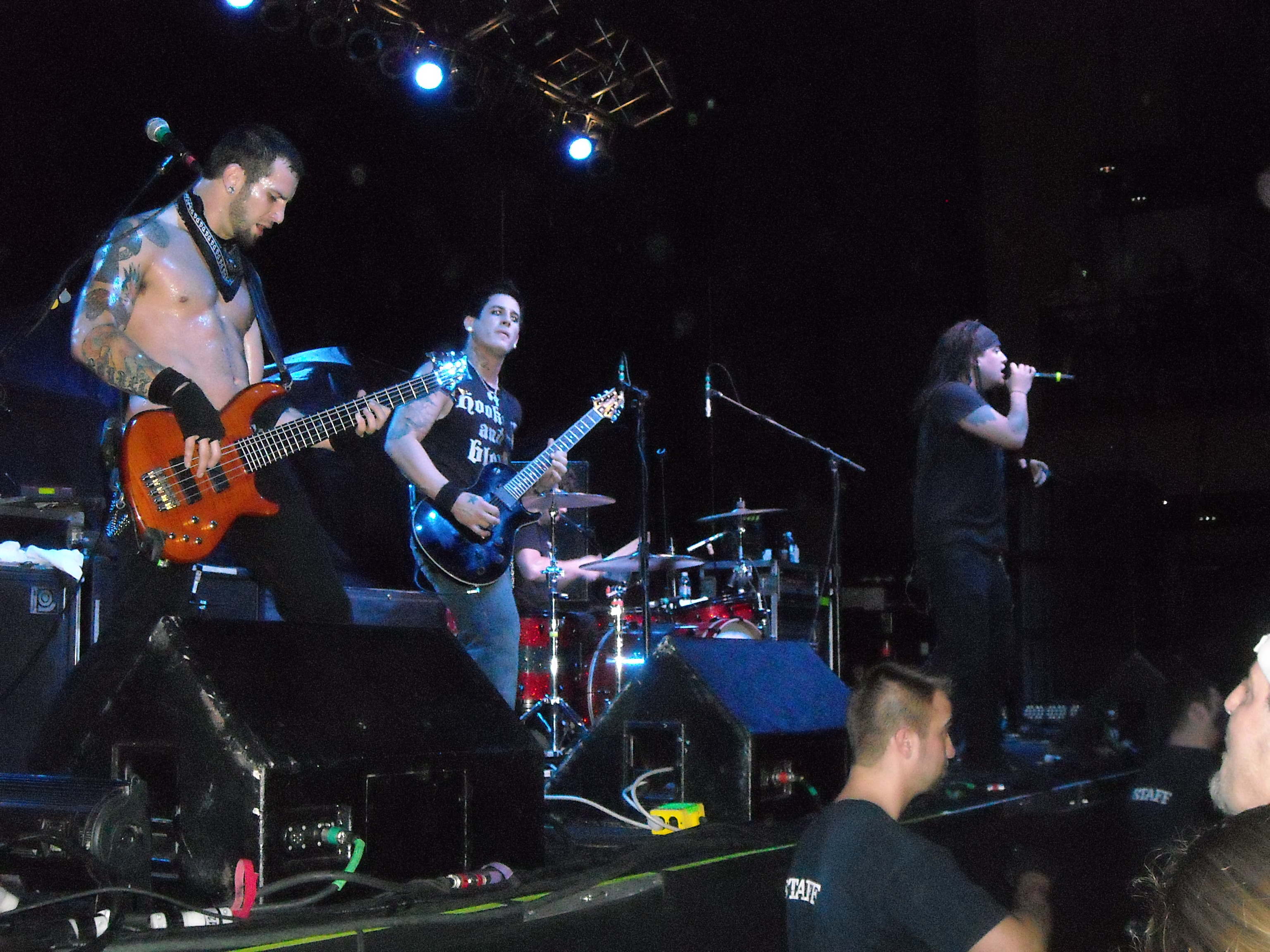
Egypt Central

## Historie

### Debutové album (2002–2008)
Eponymní album kapely bylo nahráno s producentem Joshem Abrahamem (Velvet Revolver, Korn, Limp Bizkit, Staind, Linkin Park, atd.) v Los Angeles. Album zastihlo mnoho opoždění, až bylo nakonec vydáno v roce 2008. Na podporu alba byly vydány dva singly „You Make Me Sick“ a „Taking You Down“. Obě písně nakonec i skončily jako soundtrack ke hře WWE SmackDown vs. Raw 2009. „Over and Under“ hrála také ve filmu "The Condemned", kde si zahrál slavný wrestler Stone Cold Steve Austin. Kapela si zahrála po boku známých skupin jako Disturbed, Seether, Sevendust, Hurt, Red, In This Moment a mnoho dalších.

### White Rabbit (2010–2011)
Egypt Central dokončili práci na svém druhém studiovém albu v prosinci roku 2010 s producentem Skidd Millsem. Nakonec album bylo vydáno v březnu 2011. Album bylo všeobecně velmi kladně hodnoceno. Měsíc před vydáním alba byl do éteru vpuštěn úvodní singl. Od března do května byla kapela na turné American Dream tour společně s Cold a Kopek. Kapela měla i své turné Down the Hole, na kterém jej doprovázely Abused Romance a Candlelight Red v červnu a později v červenci s Burn Halo a Red Line Chemistry. K pár dalším festivalům se mohou připočíst i turné s Hinder, Saving Abel a Adelitas Way v srpnu. Doprovázeli také Pop Evil na několika vystoupeních konajících se v září. Předskakovali skupině Staind na Thanksgiving Hangover v listopadu a v prosinci se připojili k Puddle of Mudd a Pop Evil na X Nutcracker Eleven v Expo Gardens.

### Rozpad kapely (2012–2014)
3. prosince 2012 po roce nečinnosti, basista Joey Chicago na Facebooku oznámil, že zpěvák John Falls a kytarista Jeff James od kapely odchází, což pro kapelu samotnou znamená konec. Joey Chicago, společně s bubeníkem Blake Allisonem založili kapelu s názvem Devour The Day. V roce 2014 bylo v otevřeném dopise na Facebooku sděleno, že se chystá album původně nevydaných písní s názvem "Murder in the French Quarter". Vydání bylo naplánováno na srpen 2014 a znamenalo oficiální konec Egypt Central.

### (2014 - 2019)
Dne 1. dubna 2019 se na Facebooku objevilo tajemné teaser video. Zdá se, že hlavolam obsahuje novou hudbu spolu s tajemnou zprávou 06 06 19. Video bylo znovu zveřejněno 6. května 2019. 6. června 2019 Egypt Central vydal „Raise the Gates“ jako nový singl, který potvrzuje shledání. Není známo, zda se jedná o jednu skladbu, nebo zda se úplně reformovala. 18. června 2019 se na Facebooku i Instagramu objevil další záhadný teaser s novým datem 07 05 19. [8] Dne 5. července 2019 Egypt Central vydal na svém Youtube kanálu skladbu "Dead Machine".

## Členové kapely

### Původní
- John Falls – vokály, klávesy
- Jeff James – sólová kytara
- Joey Chicago – basa
- Blake Allison – bubny, bicí
- Heath Hindman – kytara
- Chris D'Abaldo – kytara

## Diskografie
| Rok  | Album                                                                                            |
| ---- | ------------------------------------------------------------------------------------------------ |
| 2008 | Egypt Central - Vydáno: 15. leden 2008 - Label: Fat Lady Music/ILG - Formát: CD                  |
| 2011 | White Rabbit - Vydáno: 31. května 2011 - Label: Fat Lady Music/ILG - Formát: CD                  |
| 2014 | Murder in the French Quarter - Released: 19. srpna 2014 - Label: Fat Lady Music/ILG - Formát: CD |